# Feni SC
Feni SC jest klubem piłkarskim z Bangladeszu. Swoją siedzibę ma w mieście Pheni. Gra na stadionie Bangladesh Army Stadium. Obecnie występuje w 1. lidze.

## Obecny skład
Niepełny
| Nr | Poz. | Piłkarz              |
| -- | ---- | -------------------- |
|    | OB   | Mohamed Mintu Sheikh |
|    | PO   | Abdul Mbonga         |
|    | NA   | Yaya Kakuta          |
|    | NA   | Fernandes Silva      |